# Cheseaux-Noréaz
Cheseaux-Noréaz je obec v západní (frankofonní) části Švýcarska, v kantonu Vaud, v okrese Jura-Nord vaudois. Žije zde 718 obyvatel.

## Geografie
Cheseaux-Noréaz leží v nadmořské výšce 500 m, vzdušnou čarou 3 km východně od okresního města Yverdon-les-Bains. Vesnička Cheseaux se nachází na terase nad jižním břehem Neuchâtelského jezera, zatímco Noréaz leží na severním svahu masivu Montéla v panoramatické poloze asi 100 metrů nad hladinou jezera.
Území obce o rozloze 6,1 km² zahrnuje část na jižním břehu Neuchâtelského jezera. Území obce se táhne od břehu jezera směrem na jih přes široký pás pobřeží porostlý rákosím a strmý svah k terase Cheseaux-Noréaz. Na úplném jihu území zahrnuje lesem porostlý svah Montéla, kde se nachází nejvyšší bod Cheseaux-Noréaz ve výšce 616 m n. m. Na severu se rozprostírají lesy, které jsou typickým znakem okolí obce; ve východní části katastru se nachází rozsáhlý les Bois Clos na úpatí Montély, ohraničený tokem potoka Ruisseau de l’Epena. V roce 1997 tvořila 10 % rozlohy obce zastavěná plocha, 52 % lesy a lesní porosty, 27 % zemědělství a asi 11 % neproduktivní půda, včetně rozsáhlých rákosin podél celého břehu Neuchâtelského jezera, které patří k obci.
Cheseaux-Noréaz se skládá ze dvou vesnic Cheseaux a Noréaz. Mezi nimi vznikla rozsáhlá čtvrť rodinných domů, která plynule navazuje na zástavbu města Yverdon-les-Bains. K obci patří také několik samostatných zemědělských podniků. Sousedními obcemi jsou Bonvillars, Corcelles-près-Concise, Cuarny, Grandson, Onnens, Villars-Epeney, Yverdon-les-Bains a Yvonand.

## Historie
Cheseaux je v listinách poprvé zmiňováno v roce 1174 pod jménem Chesaut, později se objevuje i zápis Chesaulx. Starofrancouzské slovo chesal označuje zříceninu budovy. Noréaz je poprvé zmíněn v roce 1177 jako Nobraia, což je odvozeno od starofrancouzského slova noier (ořech).
Cheseaux a Noréaz patřily od středověku k panství Belmont. Pozemková práva v obci mělo také převorství Vautravers a od konce 12. století opatství Montheron. Po dobytí Vaudu Bernem v roce 1536 přešly Cheseaux a Noréaz pod správu panství Yverdon. Protože Cheseaux tvořily v roce 1764 pouze tři statky a sousední obec Noréaz se odmítla osamostatnit, došlo v roce 1765 ke sloučení obou vesnic. V letech 1789 až 1798 bylo Cheseaux-Noréaz pod přímou správou Bernu. Po pádu Staré konfederace patřilo Cheseaux-Noréaz v letech 1798–1803 v období Helvétské republiky ke kantonu Léman, který byl poté po vstupu v platnost Ústavy o zprostředkování sloučen s kantonem Vaud. V roce 1798 byla obec přiřazena k okresu Yverdon.
Do konce roku 1996 byla obec součástí okresu Yverdon, od roku 1997 se stala částí nového okresu Jura-Nord vaudois.

## Obyvatelstvo
| Rok            | 1850 | 1880 | 1900 | 1910 | 1930 | 1950 | 1960 | 1970 | 1980 | 1990 | 2000 |
| Počet obyvatel | 156  | 128  | 132  | 136  | 130  | 104  | 96   | 129  | 339  | 534  | 528  |

V roce 2000 hovořilo 92,4 % obyvatel obce francouzsky. Ke švýcarské reformované církvi se ve stejném roce hlásilo 57,4 % obyvatel, k církvi římskokatolické 23,7 % obyvatel.

## Hospodářství
Až do druhé poloviny 20. století byla obec Cheseaux-Noréaz převážně zemědělskou obcí. Dnes hraje zemědělství a chov dobytka ve struktuře zaměstnanosti obyvatelstva jen malou roli. Další pracovní místa jsou v místních drobných podnicích a především v sektoru služeb. V obci se nachází velké školské středisko CESSNOV (Centre d’enseignement secondaire supérieur du Nord vaudois), které bylo otevřeno v roce 1975 a je určeno pro přibližně 1000 žáků.
V roce 1984 zakoupila tehdejší Švýcarská federace pro ochranu přírody (nyní Pro Natura) rákosiny a mokřady La Grande Cariçaie podél Neuchâtelského jezera a nedaleký hrad Champ-Pittet. V roce 1985 zde bylo otevřeno informační centrum ochrany přírody a od roku 1991 sídlí v Champ-Pittet francouzsky mluvící švýcarské ústředí Pro Natura. V rákosinách byla postavena malá pozorovatelna pro pozorování ptáků.
V posledních desetiletích se Cheseaux-Noréaz na okraji Yverdonu rozvinulo v rezidenční obec. V důsledku toho odsud dojíždí mnoho pracujících, kteří pracují převážně v okresním městě.

## Doprava
Obec má dobré dopravní spojení, přestože se nachází mimo hlavní tahy. Dálniční křižovatka Yverdon-Sud na dálnici A1 (Lausanne–Yverdon), která byla otevřena v roce 1981, se nachází asi 4 km od centra obce. Díky školnímu středisku Cheseaux-Noréaz je zajištěna autobusová doprava v krátkých intervalech k železniční stanici Yverdon.